# Округ Медисон (Арканзас)
Округ Медисон (енгл. Madison County) је округ у америчкој савезној држави Арканзас. По попису из 2010. године број становника је 15.717. Седиште округа је град Huntsville.

## Демографија
Према попису становништва из 2010. у округу је живело 15.717 становника, што је 1.474 (10,3%) становника више него 2000. године.
| Група             | 2000.          | 2010.          |
| Белци             | 13.462 (94,5%) | 14.451 (91,9%) |
| Афроамериканци    | 16 (0,1%)      | 28 (0,2%)      |
| Азијати           | 9 (0,1%)       | 81 (0,5%)      |
| Хиспаноамериканци | 436 (3,1%)     | 759 (4,8%)     |
| Укупно            | 14.243         | 15.717         |